# Stylinos
Stylinos är ett släkte av svampdjur. Stylinos ingår i familjen Mycalidae.
Släktet innehåller bara arten Stylinos digitatus.